# Ubojstvo u Orient Expressu (film iz 1974.)
Ubojstvo u Orient Expressu je britanski detektivski film iz 1974. koji je režirao Sidney Lumet, producirali John Brabourne i Richard Goodwin, a temelji se na istoimenom romanu Agathe Christie iz 1934. godine.
Film prikazuje belgijskog detektiva, Herculea Poirota ( Albert Finney ), koji je zamoljen da istraži ubojstvo američkog poslovnog tajkuna u vlaku Orient Express . Osumnjičenike tumači zvjezdana postava, uključujući Lauren Bacall, Ingrid Bergman, Seana Conneryja, Johna Gielguda, Jean-Pierrea Cassela, Vanessu Redgrave, Michaela Yorka, Rachel Roberts, Jacqueline Bisset, Anthonyja Perkinsa, Richarda Widmarka i Wendy Hiller. Autor scenarija je Paul Dehn.
Film je bio komercijalni i kritički uspjeh. Ingrid Bergman je osvojila Oscara za najbolju sporednu glumicu, a film je dobio još pet nominacija na 47. dodjeli Oscara za najboljeg glumca (Finney), najbolji adaptirani scenarij, najbolju originalnu glazbu, najbolju fotografiju i najbolju kostimografiju.